# Badumna bimetallica
Badumna bimetallica är en spindelart som först beskrevs av Henry Roughton Hogg 1896.  Badumna bimetallica ingår i släktet Badumna och familjen Desidae. Inga underarter finns listade.